# Tjäretönde
Tjäretönde, die Teertonne oder Fisketönde (Fischtonne), war in Skandinavien ein Maß für Flüssigkeiten. Auch wurde das Maß für Fische verwendet. Einen Unterschied gab es zwischen den Ländern Dänemark und Norwegen. In Dänemark maß man auch Teer damit, daher namensgebend.
- Norwegen: 1 Tjäretönde = 1/4 Pibe = 120 Potter (1 P. = 0,9651 Liter) = 2 Kander = 4 Pägle = 115,834 Liter
  - 1 Pibe = 3 Aam (Anker) = 2 Oxehoveter/Oksehode (Oxhoft) etwa 465 Potter
  - 1 Flask (Flasche) = 3 Pägle (Pegel) = ¾ Potter (Krug)
- Dänemark: 1 Tjäretönde = 5844 Pariser Kubikzoll[2]= 115,93 Liter oder 115 14/15 Liter